# Fritz Lademann

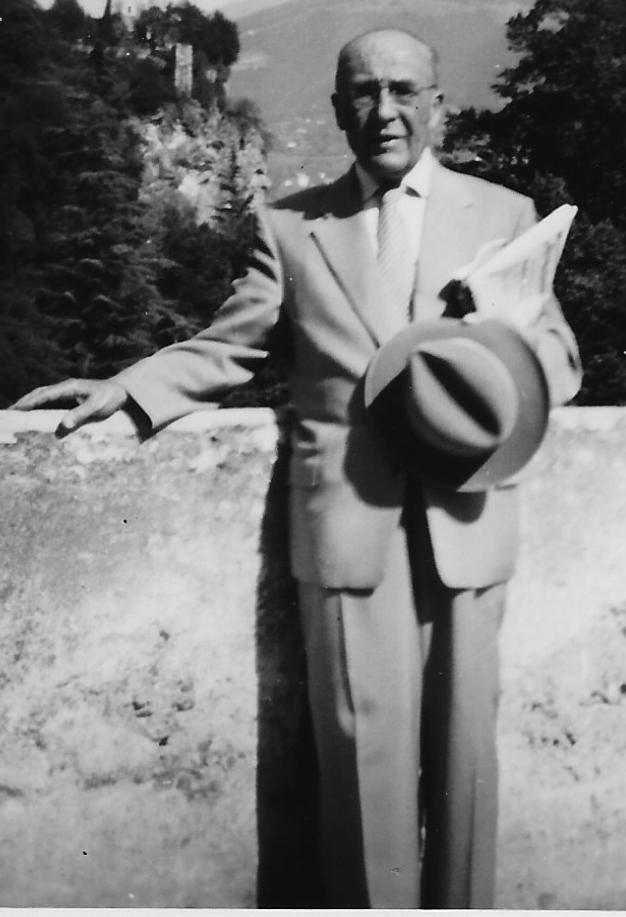
Staatsrat Fritz Lademann 1960

Fritz Lademann (* 20. Mai 1886 in Berlin; † 8. Juli 1968 in Baden-Baden) war ein deutscher Ministerialbeamter und Autor von Publikationen und Standardwerken zum Steuerwesen.

## Leben
Er studierte zunächst an der Eberhard Karls Universität Tübingen Rechtswissenschaft. Am 7. Juli 1905 wurde er im Corps Rhenania Tübingen recipiert. Er wechselte dann an die Friedrich-Wilhelms-Universität zu Berlin. 1906 wurde er auch im Corps Marchia Berlin aktiv, in dem sein Vater Ehrenmitglied war. Seit 1913 Gerichtsassessor zog er 1914 in den Ersten Weltkrieg. Zuletzt war er Oberleutnant d. R. und Ordonnanzoffizier. 1920 trat er als Regierungsrat in die Reichsfinanzverwaltung. 1921 kam er als Hilfsarbeiter an das Reichsfinanzministerium. Die Freie Stadt Danzig berief ihn 1922 als Leiter des Landessteueramts mit dem Titel Staatsrat. 1935 wurde er nebenamtlich Präsident des Danziger Steuergerichts. Nach der Übernahme der Danziger Steuerverwaltung durch die Reichsfinanzverwaltung Ende 1939 kam er als Reichsrichter zum Reichsfinanzhof. Im Zweiten Weltkrieg diente er in der Wehrmacht. Ab 1950 war er am Institut Finanzen und Steuern tätig. 1951 trat er in den Ruhestand, arbeitete jedoch freiberuflich weiter bis 1960 am Institut Finanzen und Steuern. In dieser Zeit begründete er das noch heute nach ihm benannte Loseblattwerk LADEMANN, Kommentar zum Einkommensteuergesetz (ISBN 978-3-415-02393-2).
Verheiratet war er in erster Ehe seit 1919 bis zu ihrem Tod mit der Berlinerin Erika Franck († 1960). Mit ihr hatte er zwei Töchter, Inge (* 1921) und Jutta (* 1927). In zweiter Ehe bis zu seinem Tod war er verheiratet mit Hildegard Wolff. Tochter Jutta und ihr Mann waren Bauherrn des 1958 erbauten Schmidt-Lademann House in Australien.